# Rodeo Drive
Rodeo Drive est une rue commerçante de la ville de Beverly Hills (Californie). Dès la fin des années 1960, Rodeo Drive devient mondialement renommée pour ses boutiques de luxe. Par extension, « Rodeo Drive » désigne l'ensemble du quartier de boutiques de luxe englobant les rues adjacentes, comme Via Rodeo ainsi que des sections de Wilshire Boulevard et Santa Monica Boulevard.

## Histoire
La rue était à l'origine une route qui permettait de parvenir au ranch situé au lieu-dit el rodeo de las aguas, traduction en espagnol du nom d'un lieu emblématique pour les amérindiens Tongvas, d’où son nom.
En 1906, le terrain est vendu à l'entreprise Rodeo Land and Water Company appartenant à Burton E. Green. Il le rebaptise Beverly Hills et recrute le paysagiste Wilbur D. Cook pour concevoir son aménagement. Rodeo Drive apparaît pour la première fois sur le plan de la ville en 1907.
En 1949, Carroll & Co (costumes pour hommes) est le premier magasin haut-de-gamme à ouvrir sur Rodeo Drive. En 1967, Fred Hayman ouvre le Giorgio Beverly Hills, une boutique de mode de luxe servant des cocktails aux clients et effectuant les livraisons à domicile et en Rolls-Royce. Le joailler Van Cleef & Arpels ouvre en 1969, le coiffeur Vidal Sassoon en 1970. Le centre commercial Rodeo Shopping est inauguré en 1983, Two Rodeo Drive en 1989. En 1993, Guess devient la première marque grand public à s'installer sur Rodeo Drive.
La rue devient un quartier commerçant au début des années 1970.

## Description
Conçue dans un style européen et de taille modeste, Rodeo Drive concentre des boutiques de marques de luxe telles que Giorgio Armani, Chanel, Gucci, Cartier, Christian Dior, Hermès, Polo Ralph Lauren, Tiffany & Co., Versace, Louis Vuitton et Yves Saint Laurent.
Le Two Rodeo Drive est un centre commercial haut de gamme conçu comme une rue de Paris, à l’intersection de Rodeo et de Wilshire Boulevard. Il concentre un choix éclectique de restaurants, salon de beauté haut de gamme et de boutiques aux petits soins pour une clientèle haut de gamme.
L'hôtel historique Regent Beverly Wilshire se situe sur Wilshire Boulevard, à l’extrémité sud de Rodeo Drive et le Beverly Hills Hotel sur Sunset Boulevard, à l'extrémité nord.

## Dans la culture populaire
La chanson Down Rodeo, interprétée par le groupe de rap/rock Rage Against the Machine fait référence à Rodeo Drive, critiquant la célèbre rue pour son excès de richesses.
Rodeo Drive a été popularisé au cinéma dans le film Pretty Woman. Le spectateur peut y voir Julia Roberts y faire ses emplettes.
Rodeo Drive apparaît dans le jeu vidéo Grand Theft Auto V sous le nom de Portola Drive.

## Galerie

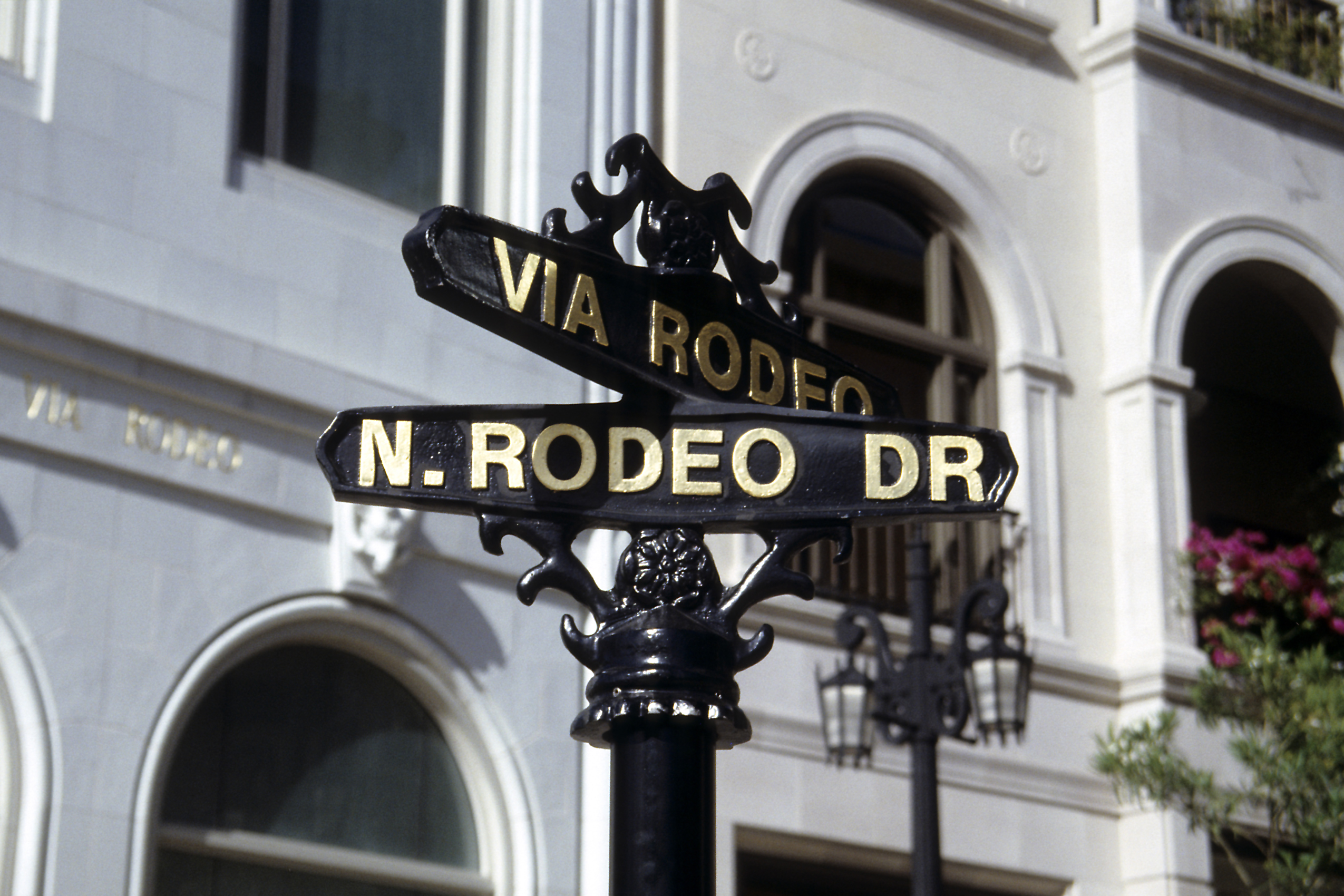
Intersection de Rodeo Drive et de Via Rodeo.
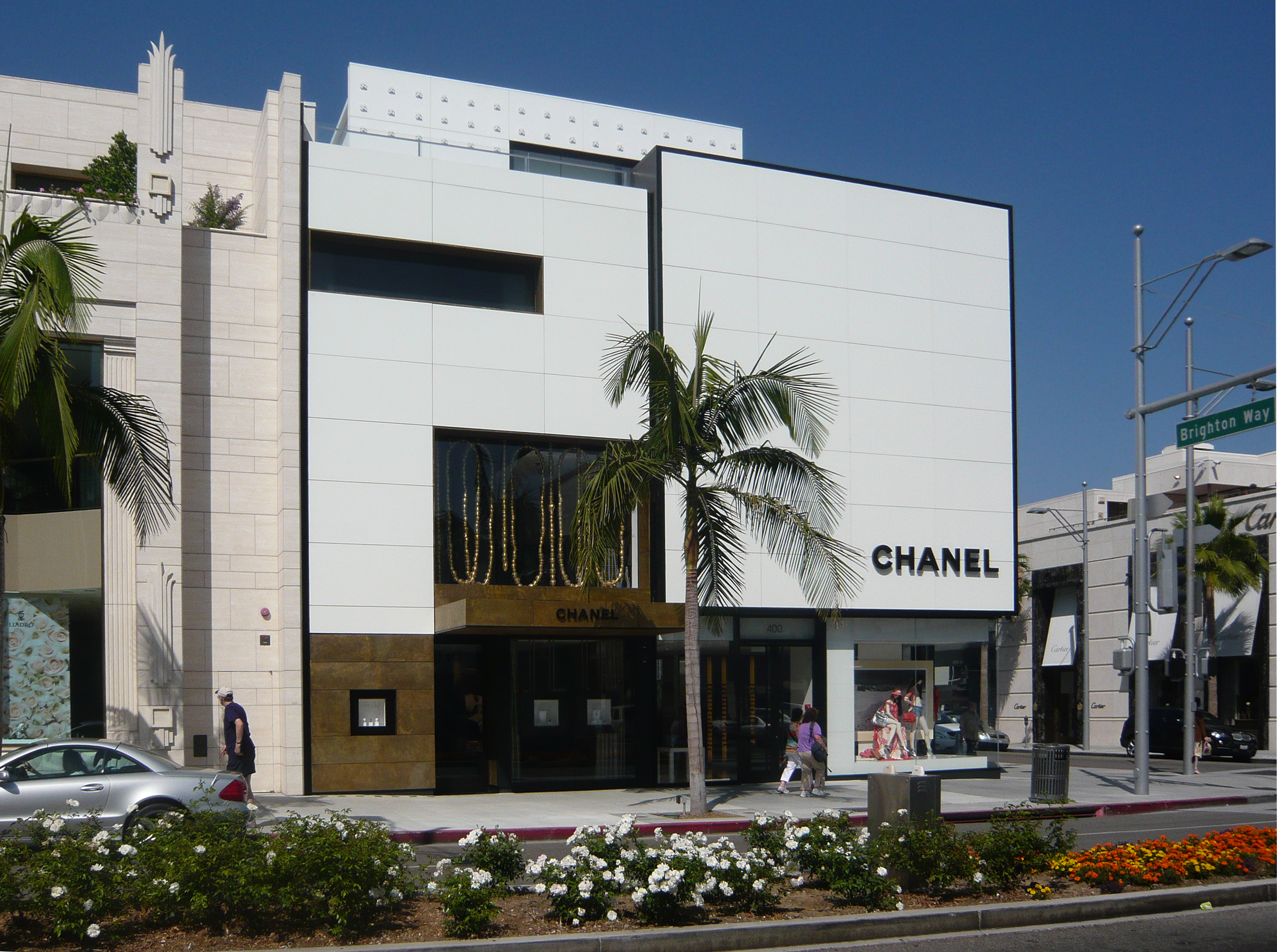
Boutique Chanel sur Rodeo Drive.
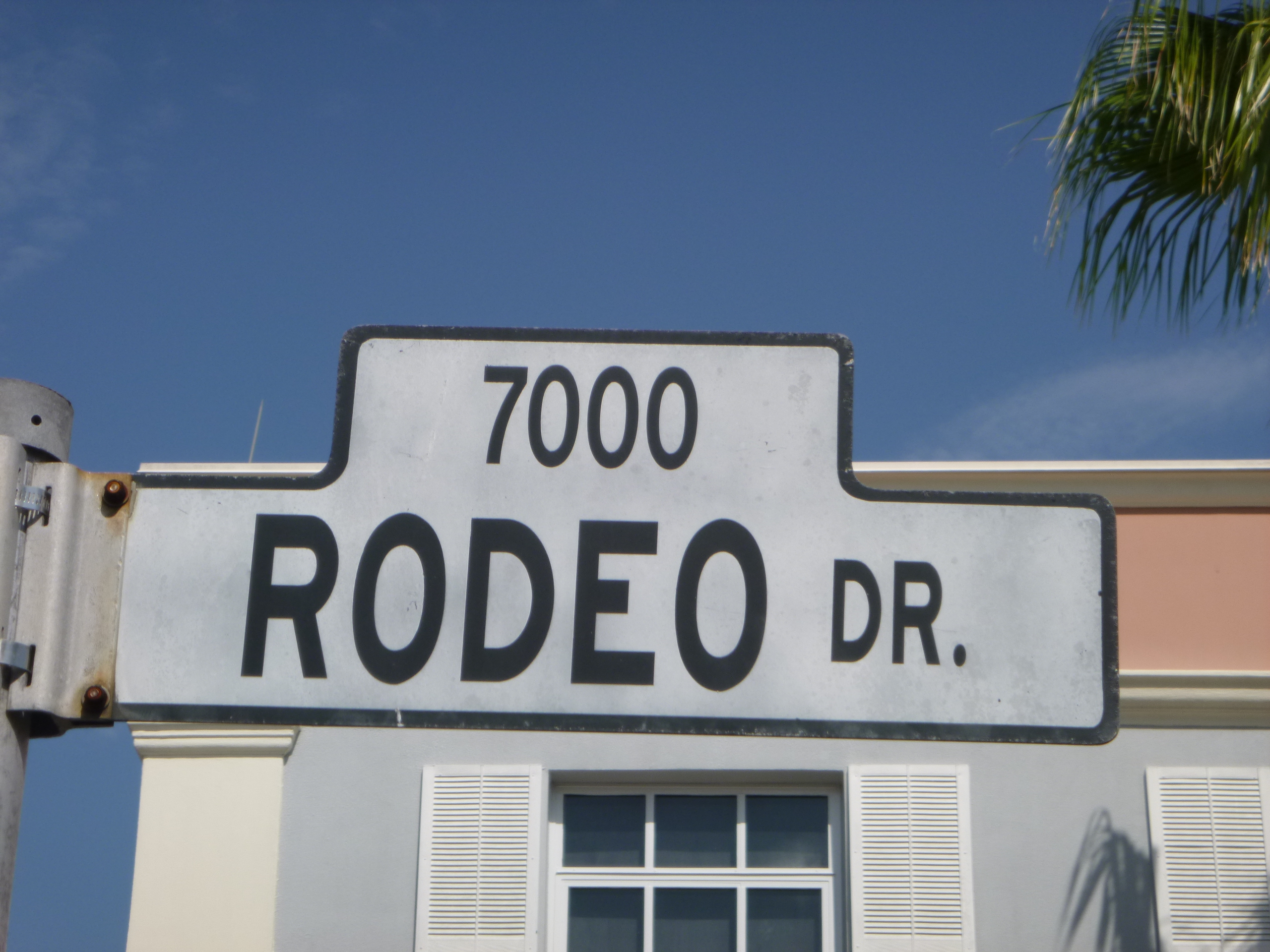
Aux Universal Studios Florida.